# Color & Trim
Color & Trim é uma área do design de automóveis que visa a criação de conceito ligado à cores e materiais. Compreende os diversos tipos de acabamentos inseridos nos veículos, dentre os quais podemos citar: tecidos, vinis, cores internas e externas, não tecidos, couros, carpetes, textura e entre outros. O trabalho do designer Color & Trim tem como atribuição o desenvolvimento de figurinos de banco, bordados de logotipia, volantes, definição de cores do veículo e aplicação de texturas.
O profissional de Color & Trim deve estar conectado às tendências de moda, arte, arquitetura, decoração, lifestyle, tecnologias, eventos e exposições ao redor do mundo. Dessa forma, acaba envolvendo com questões psicológicas, sociológicas e culturais do consumidor, com o propósito de atribuir o conforto e bem estar.